# چشم‌هایش (رمان)
چشمهایش رمانی از بزرگ علوی (سید مجتبی آقابزرگ علوی؛ ۱۳ بهمن ۱۲۸۲، تهران – ۲۸ بهمن ۱۳۷۵، برلین، ملقب به آقا بزرگ علوی)، نویسندهٔ واقع‌گرا، سیاست‌مدار چپ‌گرا، روزنامه‌نگار نوگرا، و استاد زبان فارسی ایرانی است که نخستین بار در سال ۱۳۳۱ منتشر شد. بزرگ علوی در این رمان روش استعلام و استشهاد را به کار برده؛ بدین‌گونه که قطعات پراکندهٔ یک ماجرا را کنار هم گذاشته و از آن طرحی کلی آفریده است که بر حدس و گمان تکیه دارد. این شیوه بیشتر در ادبیات پلیسی معمول است. برخی معتقدند این رمان و شخصیت «استاد ماکان»، با الهام از زندگانی کمال‌الملک نگاشته شده است، و گروهی دیگر آن را شرح حالی از زندگی تقی ارانی می‌دانند.

## خلاصهٔ داستان
پس از مرگ استاد، ماکان، نقاش مشهور و برجسته، در تبعیدگاه دولت برای بی‌اثر کردن شایعهٔ غیرطبیعی بودن مرگ او مجلس ختمی برای او تشکیل می‌دهد و نمایشگاهی از آثارش برپا می‌کند. در این نمایشگاه تابلویی بیش از همه جلب توجه می‌کند. این تابلو، که استاد نام آن را چشم‌هایش گذاشته است و آخرین اثر اوست، چهرهٔ زن جوان و زیبایی را نشان می‌دهد که چشم‌هایی فوق‌العاده زیبایند و نگاهی مرموز دارد. این تابلو کنجکاوی بسیاری برمی‌انگیزد. راوی داستان، که از دوستداران استاد ماکان است و بعد از سقوط حکومت استبدادی، ناظم مدرسهٔ هنریِ استاد شده است، در صدد برمی‌آید صاحب این چشم‌های مرموز را بشناسد و از نقش او در زندگی استاد باخبر شود.
پانزده سال بعد از مرگ استاد، روزی زنی برای دیدار تابلوهای او به مدرسه می‌آید. ناظم زن موضوع تابلو را می‌شناسد و او را به حرف زدن وامی‌دارد. زن، که نام مستعارش «فرنگیس» است، دختری از خانواده‌ای ثروتمند است که در جوانی به نقاشی علاقه‌مند بوده است؛ اما روزی که نقاشی‌های خود را به کارگاه استاد می‌بَرَد، نه نقاشی‌ها و نه زیبایی‌اش، آنگونه که انتظار داشته، توجه استاد را جلب نمی‌کند؛ ازاین‌رو لجوجانه تصمیم می‌گیرد برای تحصیل نقاشی به فرانسه برود. پس از چهار سال تحصیل در مدرسهٔ هنرهای زیبای پاریس، ناامید از فراگیری نقاشی و سرخورده از زندگی بی‌حاصل در فرانسه، تصمیم می‌گیرد به ایران برگردد.
پیش از بازگشت به ایران، خداداد، دانشجوی جوانی که از یاران ماکان است، به او پیشنهاد همکاری در مبارزهٔ مخفیانه بر ضد حکومت دیکتاتوری را می‌دهد. فرنگیس، که اکنون به مقام والای استاد ماکان در هنر پی برده و مجذوب او شده، با هدف نزدیک شدن به او این پیشنهاد را می‌پذیرد و بعد از ورود به ایران و آشنایی و همکاری با استاد ماکان، بیش از پیش مجذوب شخصیت او می‌شود. نقاش نیز به او دل می‌بندد؛ اما تردیدهای فرنگیس و دل‌بستگی شدید نقاش به مبارزه‌ای که در پیش دارد، مانع به ثمر رسیدن عشق آن دو می‌شود.
وقتی که استاد ماکان دستگیر می‌شود، فرنگیس تصمیم می‌گیرد برای نجات او از اعدام تن به ازدواج با مردی بدهد که از دیرباز خواهان اوست. با اعمال نفوذ این مرد، که رئیس شهربانی است، استاد به شهری دوردست تبعید می‌شود؛ اما فرنگیس نمی‌تواند ازدواج ناخواسته را ادامه دهد و تنها و سرگردان می‌مانَد.

## ترجمه
چشمهایش به عربی ترجمه و در لبنان منتشر شد و در سال ۲۰۰۸ میلادی به زبان کردی و در سال ۱۳۹۷ به زبان هورامی ترجمه شد و در سال ۲۰۱۸ در اقلیم کردستان عراق انتشار یافت. این رمان همچنین به انگلیسی ترجمه و با نام Her Eyes منتشر شده است. خودِ نویسنده نیز آن را به آلمانی ترجمه و منتشر کرده است.